# Mesía
Mesía és un municipi de la província de la Corunya a Galícia. Pertany a la comarca d'Ordes.
| 4.198 | 5.318 | 6.046 | 4.410 | 3.216 |
| Fonts: INE i IGE (Els criteris de registre censal variaren i les dades de l'INE i de l'IGE poden no coincidir.) |       |       |       |       |

## Parròquies
| - Albixoi (Santa Mariña) - Bascoi (Santiago) - Boado (Santiago) - Bruma (San Lourenzo) - Cabrui (San Martiño) - Castro (San Sebastián) | - Cumbraos (Santa María) - Lanzá (San Mamede) - Mesía (San Cristovo) - Olas (San Lourenzo) - Visantoña (San Martiño) - Xanceda (San Salvador) |